# John Armstrong, Jr.
Pour les articles homonymes, voir John Armstrong et Armstrong.
John Armstrong Junior, fils de John Armstrong (25 novembre 1758 – 1er avril 1843)  est un soldat de l’armée américaine, diplomate et homme d’État qui fut délégué au Congrès continental. Il fut sénateur de l'État de New York et secrétaire à la Guerre des États-Unis entre 1813 et 1814 au cours de la guerre de 1812 sous le président James Madison.
De 1804 à 1810, il est ambassadeur des États-Unis en France.